# Nudisyllis tinihekea
Nudisyllis tinihekea är en ringmaskart som beskrevs av Knox och Cameron 1970. Nudisyllis tinihekea ingår i släktet Nudisyllis och familjen Syllidae.
Artens utbredningsområde är havet kring Nya Zeeland. Inga underarter finns listade i Catalogue of Life.